# Nomada zebrata
Nomada zebrata är en biart som beskrevs av Cresson 1878. Nomada zebrata ingår i släktet gökbin, och familjen långtungebin. Inga underarter finns listade i Catalogue of Life.